# Pikena
Almirene Santos Ferreira, mais conhecida como Pikena (Santa Inês, 17 de fevereiro de 1978) é uma ex-futebolista brasileira que atuava como meia ou atacante. Atualmente está aposentada e faz parte do quadro de ídolos do Santos Futebol Clube.
Pikena é a 4ª maior artilheira e a 9ª jogadora com mais jogos da história das Sereias da Vila com 42 gols em 157 partidas.
Ela também é a 6ª maior artilheira de história do Campeonato Paulista.

## Carreira
A atleta atuou pelos seguintes clubes:
- Santos: 2006 a 2011
- Rio Preto: 2012 a 2014
- Estrela: 2020[7]
- Realidade Jovem em 2021[8][9][10]

### Seleção Brasileira
Foi convocada para um jogo beneficente ocorrido dia 11 de julho de 2009 em Juiz de Fora.

## Títulos

### Santos[12]
- Liga Nacional: 2007
- Campeonato Paulista: 2007, 2010, 2011 e 2018
- Copa do Brasil: 2008 e 2009[13]
- Liga Paulista: 2009
- Copa Libertadores da América: 2009[14]
- Torneio Internacional Interclubes: 2011
- Campeonato Brasileiro: 2017
- Copa Paulista: 2020
- Jogos Abertos do Interior: 2010[15]